# Redectis plumbea
Redectis plumbea är en fjärilsart som beskrevs av William Schaus 1913. Redectis plumbea ingår i släktet Redectis och familjen nattflyn. Inga underarter finns listade.